# 俊寛

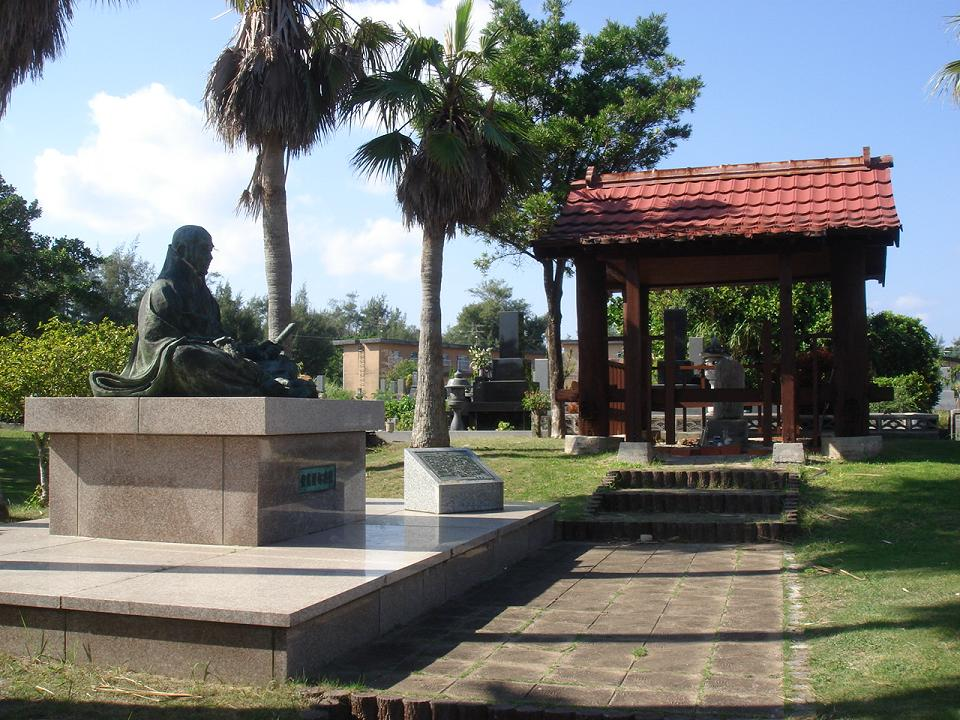
俊寛の墓（喜界島）

俊寛（しゅんかん、康治2年（1143年） - 治承3年3月2日（1179年4月10日））は、平安時代後期の真言宗の僧。僧位の「僧都」を冠して俊寛僧都（しゅんかん そうず）と呼ばれることも多い。
村上源氏の出身で、父は木寺（仁和寺院家）の法印寛雅、母は宰相局（源国房の娘で八条院暲子内親王の乳母）。姉妹に大納言局（八条院女房で平頼盛の妻）。

## 生涯

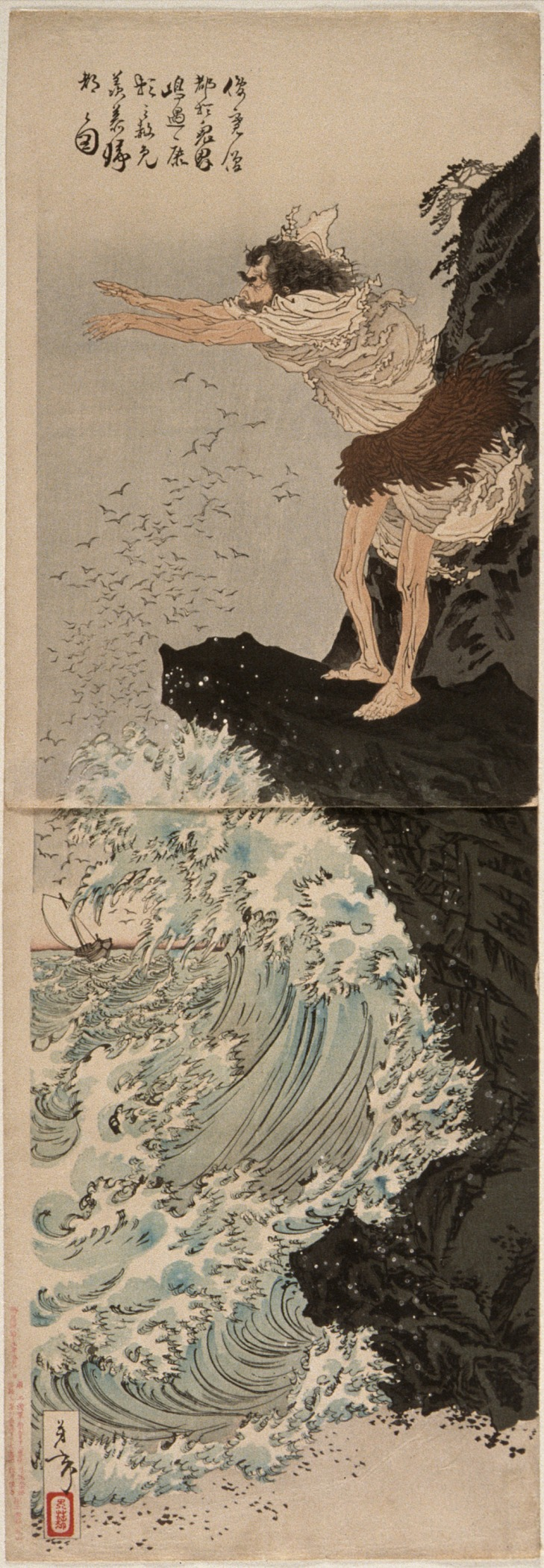

後白河法皇の側近で法勝寺執行の地位にあった。安元3年（1177年）、藤原成親・西光らの平氏打倒の陰謀に加わって鹿ヶ谷の俊寛の山荘で密議が行われた（ただし、『愚管抄』によれば、信西の子・静賢の山荘で密談が行われたとされている）。だが、密告により陰謀は露見し俊寛は藤原成経・平康頼と共に鬼界ヶ島（薩摩国）へ配流された。（鹿ケ谷の陰謀）
『源平盛衰記』によると、藤原成親は松の前・鶴の前という二人の殿上童を使って、俊寛を鹿ケ谷の陰謀に加担させたという事になっている。松の前は美人だが、愛情の足りない女で、鶴の前は不美人だが愛情に溢れた女であった。成親がこの二人に俊寛の酒の相手をさせた所、鶴の前に心をよせて女児を生ませた。すっかり鶴の前に心を奪われた俊寛は、謀反に加担する事を同意したのだ、という。
『平家物語』によると、鬼界ヶ島に流された後の俊寛ら三人は望郷の日々を過ごし、成経と康頼は千本の卒塔婆を作り海に流すことを発心するが、俊寛はこれに加わらなかった。やがて、一本の卒塔婆が安芸国厳島に流れ着く。これに心を打たれた平清盛は、高倉天皇の中宮となっている娘の徳子の安産祈願の恩赦を行う。
翌治承2年（1178年）に船が鬼界ヶ島にやって来るが成経と康頼のみが赦されており、俊寛は謀議の張本人という理由から赦されず島に一人とり残された。俊寛は絶望して悲嘆に暮れる。
翌治承3年（1179年）、俊寛の侍童だった有王が鬼界ヶ島を訪れ、変わり果てた姿の俊寛と再会した。有王から娘の手紙を受け取った俊寛は死を決意して、食を断ち自害した。有王は鬼界ヶ島より俊寛の灰骨を京へ持ち帰った。

## 流刑地について
『平家物語』の覚一本（屋代本）では藤原成経、平康頼、俊寛の三人は「鬼界嶋」に流されたとされており、硫黄島（鹿児島県三島村）のことと考えられている。延慶本では「鬼界嶋」は異名で「油黄嶋（油黄島）」であるとする。「鬼界嶋」については硫黄島のほか、喜界島や長崎県長崎市の伊王島などとする説もあるが、延慶本の「油黄嶋（油黄島）」の記述には「薩摩国」にあり火山がある（「嶺ニハ火モヘ」）とされており硫黄島説が最も有力とされている。
また、延慶本では当初三人は異なる島に流刑されていたとしており、成経は「油黄島」、康頼は「アコシキノ島」、俊寛は「白石ノ島」と記している。このうち俊寛の流刑地の「白石ノ島」については宮古島説（伊地知季安『南聘紀考』）、宝島説（『三島村誌』）もあるが、延慶本の記述にある「端五島ガ内」に含まれないとして竹島であるとする説もある。三人が最初から揃って同じ島に流されたという認識は覚一本や流布本系統の『平家物語』によって形成されたものである。
なお、硫黄島にはかつて俊寛旧邸宅跡の碑が残されており、喜界島には俊寛の墓と銅像が、長崎市の伊王島にも墓がある。ひそかに島を脱出したという説も多く、阿久根市や出水市、佐賀県佐賀市などにも俊寛に関する言い伝えが残っている。

## 俊寛を題材にした作品
- 世阿弥『俊寛』
- 近松門左衛門『平家女護島』
- 倉田百三『俊寛』(1918) 戯曲。平家物語の記述のように惨めに生きながらえていた俊寛が、島にたどりついた有王から家族はみな死に絶えたと聞き、怨念に悶えながら絶望のなかで狂死する姿を描いた悲劇。
- 菊池寛『俊寛』(1921) 上の戯曲とは全く逆で、俊寛は島の生活にロビンソン・クルーソーのように順応し、島の娘と結婚して健康かつ幸福に暮らしたという話。
- 芥川龍之介『俊寛』(1922) 倉田百三や菊池寛の作を踏まえて書かれている。
- 北原白秋『伊王島』(1942) 俊寛が長崎の伊王島に流されたことを伝え聞いた白秋が1935年6月伊王島を訪れ、その後1942年短歌雑誌『多磨』にて発表した長歌とその反歌[10]。
- 本條秀太郎『俚奏楽 俊寛』(1997) 舞踊 俚奏楽。作詞 道葉荻、作曲 本條秀太郎。

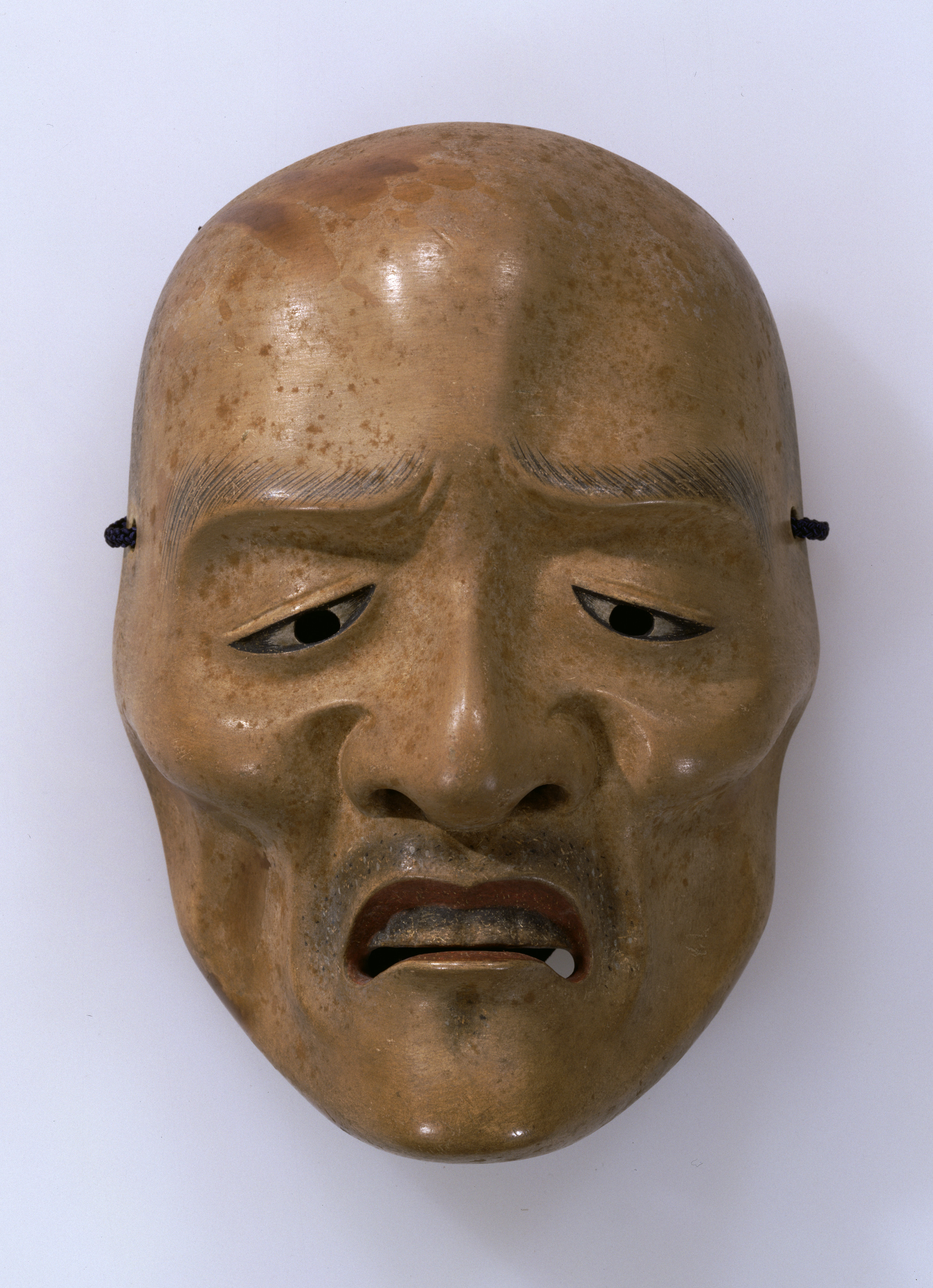
俊寛の能面
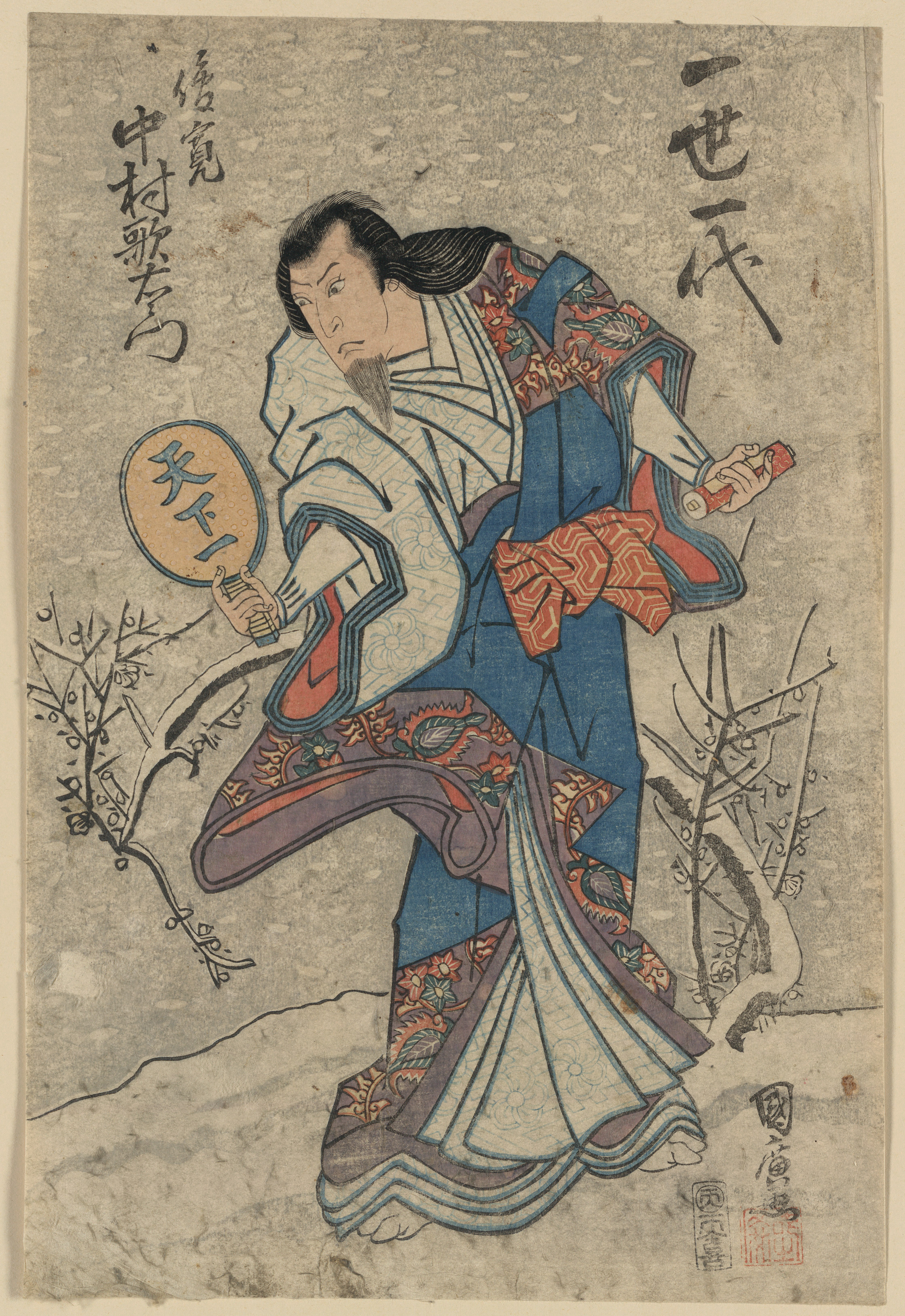
中村歌右衛門の俊寛
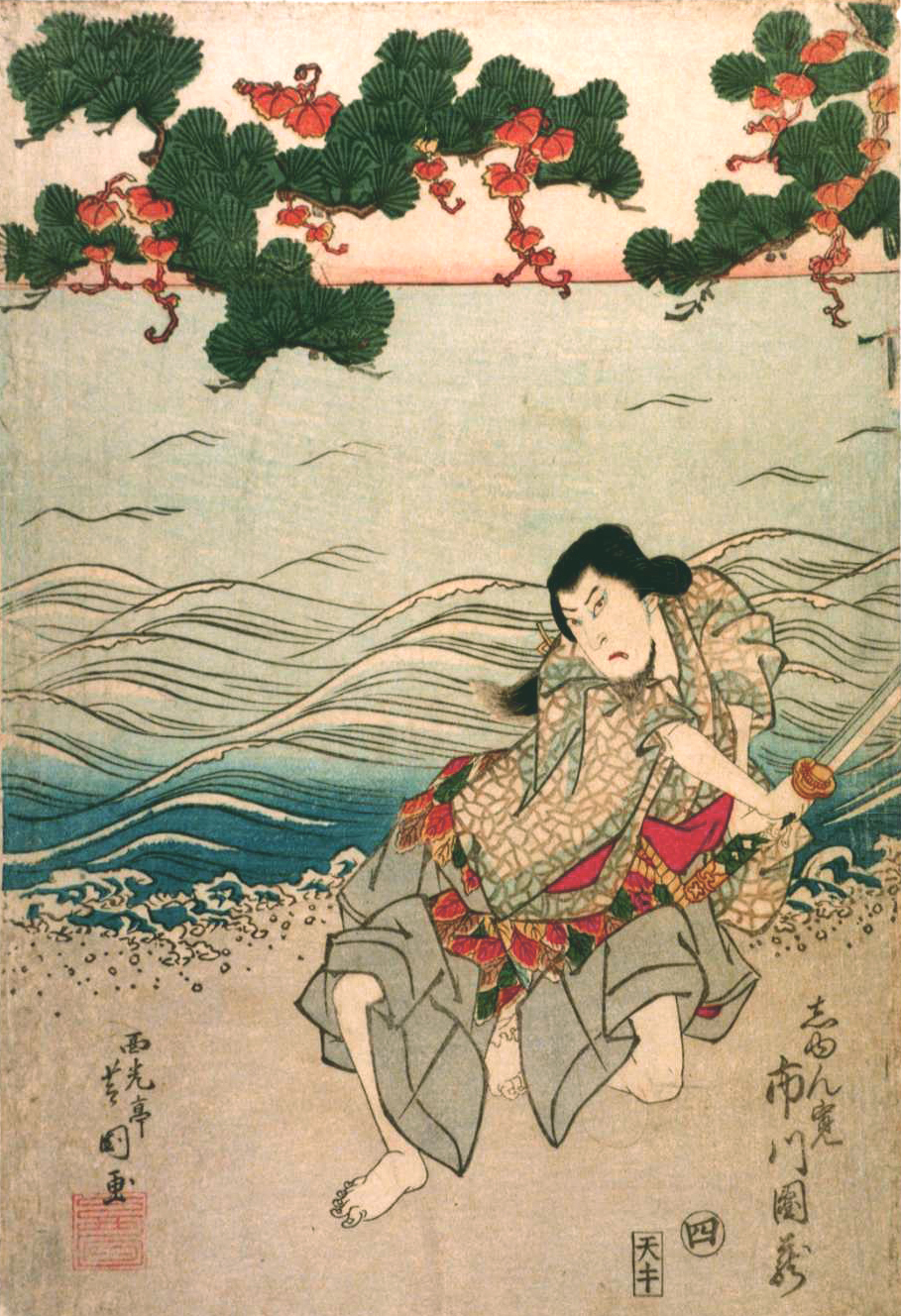
西光亭芝國 画『しゆん寛 五代目市川團藏』

## 関連作品
テレビドラマ
- 『新・平家物語』（1972年、NHK大河ドラマ、演：大塚国夫）
- 『草燃える』（1979年、NHK大河ドラマ、演：生井健夫）
- 『炎立つ』（1993年-1994年、NHK大河ドラマ、演：石森武雄）
- 『義経』（2005年、NHK大河ドラマ、演：村松卓矢）